# Quinto Cecílio Metelo Pio Cipião Násica
Quinto Cecílio Metelo Pio Cipião Násica (100/98–46 a.C.; em latim: Quintus Caecilius Metellus Pius Scipio Nasica), conhecido como Metelo Cipião, foi um político da gente Cecília Metela da República Romana eleito cônsul em 52 a.C. com Pompeu. Durante a guerra civil entre Júlio César e a facção senatorial liderada por Pompeu Magno (os optimates), permaneceu sempre um aliado deste. Liderou tropas contra as forças de César, principalmente na Batalha de Farsalo (48 a.C.) e na Batalha de Tapso (46 a.C.) e foi derrotado. Posteriormente, cometeu suicídio. Ronald Syme chamou-o de "o último Cipião de importância na história romana".

## Família e nome
Metelo Cipião nasceu Públio Cornélio Cipião Nasica (em latim: Publius Cornelius Scipio Nasica) e era neto de Públio Cornélio Cipião Nasica Serapião, cônsul em 111 a.C., e filho do pretor Públio Cornélio Cipião Nasica (n. 128 a.C.). Seu pai era casado com Licínia Crassa, filha de Lúcio Licínio Crasso, que foi cônsul em 95 a.C., e morreu não muito depois de ser pretor por volta de 93 a.C., deixando dois filhos e duas filhas. O irmão de Metelo Cipião foi adotado pelo seu avô Crasso, mas não realizou feitos de maior importância.
Públio Cipião, como ele era chamada nas fontes da época no início de sua vida, foi adotado em testamento por Quinto Cecílio Metelo Pio, cônsul em 80 a.C. e pontífice máximo. Ele manteve seu status patrício: "Ter Cipião como ancestral", afirma Syme, "não tinha paralelos em esplendor". Como provou extensivamente Jerzy Linderski, este processo legal corresponde a uma adoção apenas num sentido amplo; Cipião se tornou um Cecílio Metelo no nome e herdou seus bens, mas jamais foi seu "filho" enquanto ele estava vivo. Ele era chamado de Metelo Cipião e também apenas de Cipião, mesmo antes de sua adoção. A forma oficial de seu nome aparece num decreto do senado como "Q. Caecilius Q. f. Fab. Metellus Scipio".
Cipião se casou com Emília Lépida, filha de Mamerco Emílio Lépido Liviano (cônsul em 77 a.C.), mas não sem um adversário. Catão, o Jovem, também queria se casar com Emília, mas não foi capaz de seduzi-la:
| “ | Quando [Catão] acreditou estar na idade de se casar — e até aquele momento ele não havia conhecido mulher —, ele se engraçou com Lépida, que antes havia sido noiva de Metelo Cipião, mas que estava agora livre, pois Cipião a havia rejeitado e o noivado, desfeito. Porém, antes do casamento, Cipião mudou de ideia novamente e, usando de todos os seus esforços, conseguiu a donzela. Catão ficou muito nervoso e inflamado por isto e tentou recorrer à lei; mas seus amigos conseguiram evitar e, assim, com raiva e no fervor da juventude, ele se dedicou aos verso jâmbico e lançou sobre Cipião muitos abusos desdenhosos... | ” |
|   | — Plutarco, Catão. |   |

O casal teve um filho, um Metelo Cipião que parece ter morrido quando tinha apenas dezoito anos. Outro filho pode ter nascido (ou sido adotado) por volta de 70. Cornélia Metela, a filha muito mais famosa do casal, nasceu também por volta desta época. Cipião primeiro casou-a com Públio Licínio Crasso, o filho do triúnviro Marco Licínio Crasso. Depois da morte prematura de Públio na Batalha de Carras, Cipião decidiu suceder a César como sogro de Pompeu, que era pelo menos trinta anos mais velho que Cornélia. O casamento foi um dos atos pelos quais Pompeu rompeu sua aliança com César e se declarou campeão dos optimates. Ele e Cipião foram cônsules juntos em 52 a.C..

## Carreira política
Cícero citou Públio Cipião entre os jovens "nobiles" em seu time de defesa quando Sexto Róscio foi processado em 80 a.C., juntamente com Marco Messala e Metelo Céler, ambos futuros cônsules.
Metelo Cipião foi listado como tribuno da plebe em 59 a.C., mas seu status de patrício é um forte argumento contra ele ter algum dia assumido o cargo. É possível que a adoção de Cipião numa gente plebeia possa tê-lo qualificado através de uma tecnicalidade. Ele possivelmente foi edil em 57 a.C., quando bancou jogos funerais em homenagem à morte de seu pai adotivo seis anos antes. Foi também pretor, muito provavelmente em 55 a.C., durante o segundo consulado conjunto de Pompeu e Marco Crasso.
Em 53 a.C., foi inter-rei com Marco Valério Messala e, no ano seguinte, casou sua filha recém-enviuvada com Pompeu e foi cônsul com ele.
Indiscutivelmente aristocrático e conservador, Metelo Cipião foi, pelo menos simbolicamente, um contrapeso ao poder do chamado triunvirato antes da morte de Crasso em 53 a.C. "Mortes oportunas", lembra Syme, "aumentaram seu valor, já que não restava nenhum dos cônsules metelos".
Ele é conhecido por ter sido membro do Colégio de Pontífices em 57 a.C., provavelmente nomeado depois da morte de seu pai adotivo em 63 a.C. e depois eleito.

## Papel na guerra civil

Campanha de César na África, encerrada na Batalha de Tapso com a derrota de Metelo Cipião e Catão, o Jovem

Em janeiro de 49 a.C., Metelo Cipião convenceu o Senado romano a emitir um ultimato a Júlio César que tornou a guerra inevitável. Naquele mesmo ano, tornou-se procônsul da província da Síria. Na Síria e na província da Ásia, onde ele passou o inverno, Metelo Cipião utilizou de meios muitas vezes opressivos para levantar navios, tropas e dinheiro para a guerra:
| “ | Ele criou um imposto per capita sobre escravos e filhos; taxou colunas, portas, cereais, soldados, armamentos, remadores e máquinas; se um nome pudesse ser dado a uma coisa, era o suficiente para que ele fizesse dinheiro com ela | ” |
|   | — Júlio César, Bellum civile 3.32. |   |

Cipião condenou à morte Alexandre da Judeia e foi aclamado imperator por "supostas" vitórias nos montes Amano — como notou, zombeteiramente, Júlio César.
Em 48 a.C., Metelo Cipião levou suas forças da Ásia para a Grécia, onde manobrou contra Cneu Domício Calvino e Lúcio Cássio Longino até a chegada de Pompeu. Na Batalha de Farsalos, comandou o centro. Depois da derrota dos optimates por César, Metelo fugiu para a África. Com o apoio de seu antigo rival no amor, Catão, o Jovem, conseguiu retirar o comando principal das forças de Pompeu do leal Ácio Varo, provavelmente no início de 47 a.C.. No ano seguinte, comandou as forças de Pompeu na Batalha de Tapso "sem habilidade ou sucesso" e foi derrotado juntamente com Catão. Depois da derrota, ele tentou escapar para a Península Ibérica para continuar a luta, mas foi encurralado pela frota de Públio Sítio na Batalha de Hipona e se matou com uma espada para não cair nas mãos inimigas.

### Dignidade na morte
Na iminência da morte, Metelo Cipião conseguiu uma dignidade pouco usual, famosamente se despedindo de seus soldados com um sereno "Imperator se bene habet" ("Seu general está bem!"). Estas últimas palavras receberam fortes elogios do filósofo estoico Sêneca:
| “ | Tome, por exemplo, Cipião, o sogro de Cneu Pompeu: ele foi empurrado de volta para a costa africana por um vento de proa e viu seu navio ser capturado pelo inimigo. Por conta disto, ele perfurou seu corpo com uma espada; e quando eles perguntaram onde o comandante estava, ele respondeu: "Tudo está bem com o comandante". Estas palavras o colocaram no mesmo nível de seus ancestrais e não fez com que a glória que o destino concedeu aos Cipiões na África perdesse continuidade. Foi um grande feito conquistar Cartago, mas um feito ainda maior conquistar a morte. "Tudo está bem com o comandante!" Deveria um general morrer de outra forma, especialmente um dos generais de Catão?" | ” |
|   | — Sêneca, o Jovem. |   |

## Análises
O estudioso dos clássicos John H. Collins resumiu o caráter e a reputação de Metelo Cipião:
| “ | Por tudo o que se pode aprender deste Cipião, ele era tão desprezível pessoalmente e tão politicamente reacionário quanto possível: um defensor de Caio Verres, um debochado de repelência única, um comandante incompetente e teimoso, um tirano indisciplinado que possuía autoridade, um extorquidor de províncias, um falido sedento por proscrição, um digno neto de um aristocrata arrogante, inimigo da plebe, que liderou o linchamento de Tibério Graco, e um indigno pai da gente Cornelia. Apenas no "Imperator se bene habet", que ele encontrou na morte, revela um traço do caráter mais nobre de seus grandes antepassados. | ” |
|   | — John H. Collins, "Caesar and the Corruption of Power". |   |